# Mathilde Blondin
Pour les articles homonymes, voir Blondin.
 (avril 2012).
Mathilde Blondin est un personnage créé par Jean-Philippe Arrou-Vignod dans la saga Enquête au collège. Elle est sportive, fait de la danse et de la gymnastique. Issue d'un milieu assez aisé, elle passe ses vacances à La Baule. Elle est très intelligente et sait mentir avec beaucoup de facilité. Bonne élève, déléguée de sa classe, elle soutient toujours ses amis.

## Apparitions
Mathilde est l'un des trois personnages principaux de la série Enquête au collège, écrite par Jean-Philippe Arrou-Vignod. Elle est présente dans tous les romans qui la composent :
- Enquête au collège
- Sur la piste de la Salamandre
- Le Club des inventeurs
- Le professeur a disparu
- P.-P. Cul vert détective privé
- P.-P. Cul-Vert et le mystère du Loch Ness
- Sa majesté P-P 1 ER
- L'élève qui n'existait pas